# Gran Turismo 5
Gran Turismo 5 (Japans: グランツーリスモ 5 Guran Tsūrisumo Faibu) vaak afgekort als GT5 is een racespel voor de PlayStation 3.
In totaal komen er 1074 verschillende auto's voor in GT5. In totaal hebben ongeveer 200 auto's een volledig nagemaakt interieur. Het staat in het Guinness Book of Records en de game-editie daarvan als het spel met de meeste auto's.

## Gameplay

### A-Spec
A-Spec is de speelmodus waarin de speler de volledige controle heeft over de auto. Het maximale level is net als in B-Spec level 40. Hierna kan er nog wel door worden gespeeld in elke modus, en is het dus niet game over. De races in A-Spec modus zijn, op de seizoensevents na, identiek aan die van B-Spec. Deze races en kampioenschappen variëren van races voor alle auto's tot merkraces en zelfs echte endurance evenementen als de 24 uur van Le Mans. Deze 24 uur evenementen kunnen tijdens een pitstop worden onderbroken en opgeslagen. Als de speler dan terug naar het spel gaat, kan deze kiezen om verder te gaan of om de race niet te hervatten.

### B-Spec
In B-Spec is de speler de teambaas en is het volledige raceveld voorzien van kunstmatige intelligentie. De speler kan tot 6 coureurs kiezen die elk een naam kunnen krijgen. De speler kan kiezen of de B-Spec coureur een langzamer tempo moet kiezen, een hoger tempo moet hebben of het tempo moet behouden. In sommige evenementen kan er ook gekozen worden om de coureur een pitstop te laten doen. Het aantal B-Spec coureurs die mee mogen naar een race kan variëren van één tot vier. De namen van deze coureurs kunnen heel normaal zijn, zoals bijvoorbeeld S. de Wit, namen van bekende mensen of vreemde namen als X. Mas, D. Ong en O. Oh. De letters voor de voornaam zijn willekeurig gekozen. Deze namen komen zowel voor bij B-Spec coureurs of andere coureurs op de baan.

### Online
Een van de meest gespeelde varianten in GT5 is het online racen in zogenaamde lounges. Deze lounges kun je zelf aanmaken, zodat alleen vrienden in de game kunnen joinen of je kunt je aanmelden in open lounges, waar je ook met onbekenden kunt racen. Er kunnen maximaal 16 deelnemers in een lounge. Binnen een lounge is er altijd een 'host', die de mogelijkheid heeft om deelnemers die zich niet gedragen te 'kicken' en daarmee uit te sluiten van deelname aan de races. Daarnaast kan er binnen een lounge gekozen worden voor andere circuits, auto's en weers- en tijdsinvloeden (indien beschikbaar voor het betreffende circuit).

## Downloadbare inhoud
Er is tot nu toe voor 26 euro (inclusief totaalpack DLC #1) aan DLC. Bij de update Spec II in oktober 2011 kwamen er 11 nieuwe Nascar auto's en 12 raceauto's en 3 karts voor een prijs van 8 euro. Ook nieuw waren Circuit Spa-Francorchamps, een Formule 1 circuit in België en Kart Space, een fictionele kart baan. Verder kon ook nog een verf pakket met 100 kleuren gekocht worden voor 2 euro, en een pakket met 90 voorwerpen voor een coureur uitrusting. Deze kunnen samen worden gekocht voor 12 euro.
In december dat jaar werd met de update 2.02 de Volkswagen Scirocco R, de Volkswagen Golf R, de nieuwe Mini Cooper S en de Nissan GT-R Black Edition. Deze kosten samen 4 euro. De Toyota GT 86 was gratis en de Toyota FT-86 II concept kon bemachtigd worden als er 2 dingen van de eerste downloadbare content.
In januari 2012 kwam de nieuwe DLC beschikbaar. Dit gaf een nieuw circuit(Special Stage Route X) en een nieuwe gamemodus om de snelheid van auto's te meten, en verschillende auto's uit het heden en het verleden zoals de Lamborghini Aventador, maar ook auto's zoals de Volkswagen 1200 uit 1966.
Later in 2012 volgden nog diverse DLC's (in volgorde van uitkomen):
- Een nieuwe auto (Premium):  Scion FR-S '12
- Een nieuw circuit: Twin Ring Motegi, een circuit met 4 varianten/lay-outs: 'Road Course', 'Super Speedway', 'East Course' and 'West Course'
- Een nieuwe auto (Premium): Nissan GT-R N24 GT Academy '12
- Een nieuwe auto (Premium): SUBARU BRZ S '12
- Een nieuwe auto (Premium): Honda Weider HSV-010 (SUPER GT) '11, een race-auto in de Japanse GT500 klasse
- Een nieuwe auto (Premium): Corvette C7 Test Prototype '12, een auto die in lakens gehuld te rijden is, als teaser voor de nieuwe Corvette C7
- Een nieuwe auto (Premium): 2014 Corvette Stingray Final Prototype, de nieuwe Corvette C7

In samenwerking met Nissan stelt Polyphony in 2012 een nieuwe GT Academy beschikbaar. Een apart te downloaden spel, gebaseerd op de engine van GT5. Met deze Academy kunnen deelnemers meedingen naar een plekje in een internationale competitie waarin Nissan op zoek gaat naar race talent voor haar 'real-life' race-activiteiten, waaronder diverse endurance races. Elk land heeft regionale finales, uiteindelijk gaan een handjevol  coureurs door naar een echt race-camp, waar ze worden opgeleid tot echte race coureurs. Een voorbeeld van het succes van deze competitie is Lucas Ordonez[dode link], een Spaanse coureur, opgeleid door Nissan's GT Academy, en inmiddels één meervoudig klassewinnaar in diverse endurance races.
Door deel te nemen aan de diverse proeven in GT Academy 2012 konden deelnemers ook nog een flink aantal speciale GT Academy auto's winnen:
- Nissan Leaf G (GT Academy '12) '11 (round 1)
- Nissan Silvia Spec R Aero (GT Academy'12) '02 (round 2)
- Nissan SKYLINE GT-R V spec II (GT Academy '12) '94 (round 3)
- Nissan 370Z (GT Academy '12) '08 (round 4)
- Nissan SKYLINE GT-R V spec II Nür (GT Academy '12) '02 (round 5)
- Nissan GT-R Black Edition (GT Academy '12) '12 (round 6)
- Nissan GT-R Black Edition Tuned Car (GT Academy '12) '12  (round 7)
- Nissan 370Z Tuned Car (GT Academy '12) '08 (round 8)

## Circuits
| Circuit                                                      | Type                                     |
| ------------------------------------------------------------ | ---------------------------------------- |
| Autodromo Nazionale Monza (Monza, Italië)                    | Wereldcircuit                            |
| Autumn Ring (fictief)                                        | Origineel circuit                        |
| Autumn Ring Mini (fictief)                                   | Origineel circuit                        |
| Cape Ring (fictief)                                          | Origineel circuit                        |
| Cape Ring Inside (fictief)                                   | Origineel circuit                        |
| Cape Ring North (fictief)                                    | Origineel circuit                        |
| Cape Ring Periphery (fictief)                                | Origineel circuit                        |
| Cape Ring South (fictief)                                    | Origineel circuit                        |
| Special Stage X Oval (fictief)                               | Origineel circuit (downloadbare content) |
| Chamonix East (Haute-Savoie, Frankrijk)                      | Rallybaan                                |
| Chamonix Main (Haute-Savoie, Frankrijk)                      | Rallybaan                                |
| Chamonix Mini (Haute-Savoie, Frankrijk)                      | Rallybaan                                |
| Chamonix West (Haute-Savoie, Frankrijk)                      | Rallybaan                                |
| Circuit de la Sarthe (Le Mans, Frankrijk)                    | Wereldcircuit                            |
| Circuit de Monaco (Monte Carlo, Monaco)                      | Straatcircuit                            |
| Circuito de Madrid (Madrid, Spanje)                          | Straatcircuit                            |
| Circuito de Madrid Mini (Madrid, Spanje)                     | Straatcircuit                            |
| Circuit Spa-Francorchamps (Spa en Francorchamps, België)     | Wereldcircuit (downloadbare content)     |
| Clubman Stage Route 5 (fictief)                              | Straatcircuit                            |
| Daytona International Speedway (Daytona, Verenigde Staten)   | Wereldcircuit                            |
| Deep Forest Raceway (fictief)                                | Origineel circuit                        |
| Eiger Nordwand (Berner Alpen, Zwitserland)                   | Origineel circuit                        |
| Eiger Nordwand G trial (Berner Alpen, Zwitserland)           | Rallybaan                                |
| Eiger Nordwand K trial (Berner Alpen, Zwitserland)           | Rallybaan                                |
| Eiger Nordwand W trial (Berner Alpen, Zwitserland)           | Rallybaan                                |
| Fuji Speedway (Oyama, Japan)                                 | Wereldcircuit                            |
| Grand Valley Speedway (fictief)                              | Origineel circuit                        |
| Grand Valley Speedway East (fictief)                         | Origineel circuit                        |
| High-Speed Ring (fictief)                                    | Origineel circuit                        |
| Indianapolis Motor Speedway (Indianapolis, Verenigde Staten) | Wereldcircuit                            |
| Laguna Seca Raceway (Salinas, Verenigde Staten)              | Wereldcircuit                            |
| Kart Space I (fictief)                                       | Origineel circuit (downloadbare content) |
| Kart Space II (fictief)                                      | Origineel circuit (downloadbare content) |
| Londen (Londen, Verenigd Koninkrijk)                         | Straatcircuit                            |
| Nürburgring (Nürburg, Duitsland)                             | Wereldcircuit                            |
| Rally Toscana (Toscane, Italië)                              | Rallybaan                                |
| Special Stage Route 5 (fictief)                              | Straatcircuit                            |
| Special Stage Route 7 (fictief)                              | Straatcircuit                            |
| Special Stage Route X Oval (fictief)                         | Origineel circuit (downloadbare content) |
| Suzuka Circuit (Suzuka, Japan)                               | Wereldcircuit                            |
| Tokyo Route 246 (Tokio, Japan)                               | Straatcircuit                            |
| Top Gear Test Circuit (Surrey, Verenigd Koninkrijk)          | Wereldcircuit                            |
| Trial Mountain Circuit (fictief)                             | Origineel circuit                        |
| Tsukuba Circuit (Shimotsuma, Japan)                          | Wereldcircuit                            |
| Twin Ring Motegi (Motegi, Japan)                             | Wereldcircuit (downloadbare content)     |
| Via dei Fori Imperiali (Rome, Italië)                        | Straatcircuit                            |

## Oorspronkelijke auto's
- AC Cars: 1
- Acura: 10
- AEM: 1
- Alfa Romeo: 15
- Alpine: 2
- Amuse: 6
- Art Morrison Corvette: 1
- Aston Martin: 6
- Audi: 26
- Autobacs: 3
- Autobianchi: 1
- Bentley: 1
- BLITZ: 2
- BMW: 19
- Bugatti: 1
- Buick: 2
- Cadillac: 1
- Callaway: 1
- Caterham: 1
- Chaparrel: 2
- Chevrolet: 34
- Chrysler: 4
- Citroën: 11
- Cizeta-Moroder: 1
- Daihatsu: 16

- DMC: 1
- Dodge: 15
- Dome: 1
- Eagle Talon: 1
- Ferrari: 12
- FIAT: 9
- Ford: 28
- Gillet Vertigo: 1
- Ginetta: 1
- Gran Turismo: 9
- Grand Touring: 1
- G37: 1
- HKS: 2
- Holden: 2
- Hommell: 1
- Honda: 101
- HPA Motorsports: 2
- Hyundai: 7
- Infiniti: 6
- Isuzu: 4
- Jaguar: 12
- Jay Leno Tank Car: 1
- Jensen: 1
- Lamborghini: 8
- Lancia: 5

- Land Rover: 1
- Lexus: 19
- Lister Storm: 1
- Lotus: 18
- Marcos: 1
- Maserati: 1
- Mazda: 96
- McLaren: 2
- Mercedes-Benz: 21
- Mercury Cougar: 1
- MG: 2
- Mine’s: 3
- Mini: 8
- Mitsubishi: 73
- Mugen: 1
- Nismo: 7
- Nissan: 139
- Opel: 7
- Opera Performance: 2
- Oullim Motors: 1
- Pagani : 5
- Panoz Esperante: 1
- Pescarolo Sport: 3
- Peugeot: 16
- Plymouth: 2

- Pontiac: 5
- RE Amemiya: 3
- Renault: 14
- RUF: 5
- Saleen: 1
- Scion: 2
- Seat: 1
- Shelby: 3
- Spoon: 6
- Spyker: 1
- Subaru: 36
- Suzuki: 16
- Tesla Motors: 1
- Tommykaira: 2
- Tom’s X540: 1
- Toyota: 87
- TRD: 1
- TRIAL: 1
- Triumph: 1
- TVR: 8
- Vauxhall: 7
- Volkswagen: 23
- Volvo: 3